# Oxycorynoides mongolicus
Oxycorynoides mongolicus is een keversoort uit de familie bastaardsnuitkevers (Nemonychidae). De wetenschappelijke naam van de soort werd in 1986 gepubliceerd door Vladimir Vasilievich Zherichin.